# Kim Andersson
Pour les articles homonymes, voir Andersson.
Ne doit pas être confondu avec Kent-Harry Andersson, Magnus Andersson ou Mattias Andersson.
Kim Andersson, né le 21 août 1982 à Kävlinge, est un joueur suédois de handball évoluant au poste d'arrière droit.

## Palmarès

### Club
Compétitions internationales
- Ligue des champions
  - Vainqueur (3) : 2007, 2010 et 2012
  - Finaliste (2) : 2008 et 2009
- Vainqueur de la Coupe du monde des clubs (1) : 2011
- Vainqueur de la Supercoupe d'Europe (1) : 2007

Compétitions nationales
- Vainqueur du Championnat de Suède (3) : 2004, 2005 et 2022
- Vainqueur du Championnat d'Allemagne (6) : 2006, 2007, 2008, 2009, 2010, 2012
- Vainqueur de la Coupe d'Allemagne (5) : 2007, 2008, 2009, 2011 et 2012
- Vainqueur de la Supercoupe d'Allemagne (4) : 2005, 2007, 2008 et 2011
- Vainqueur du Championnat du Danemark (2) : 2014, 2015

### Sélection nationale
Jeux olympiques
- Médaille d'argent aux Jeux olympiques de 2012 à Londres,  Royaume-Uni
- 11e place aux Jeux olympiques de 2016 à Rio de Janeiro,  Brésil

Championnats du monde
- 7e place au Championnat du monde 2009
- 4e place au Championnat du monde 2011
- 10e place au Championnat du monde 2015
- 5e place au Championnat du monde 2019

Championnats d'Europe
- 5e place au Championnat d'Europe 2008
- 12e place au Championnat d'Europe 2012

Autres
- Vainqueur du Championnat du monde junior en 2003 (da)
- Vainqueur de la Supercoupe des nations en 2005 (de)

### Distinctions personnelles
- Meilleur arrière droit des Jeux olympiques 2012 à Londres,  Royaume-Uni.
- Meilleur arrière droit du championnat d'Europe 2008 en  Norvège.
- Élu meilleur handballeur de l'année en Suède en 2006, 2007 et 2012